# Rio Curu
Rio Curu är ett periodiskt vattendrag i Brasilien.   Det ligger i delstaten Ceará, i den östra delen av landet, 1 700 km nordost om huvudstaden Brasília.
Omgivningen kring Rio Curu är huvudsakligen savann. Området är ganska tätbefolkat, med 129 invånare per kvadratkilometer.